# Siderastrea glynni
Siderastrea glynni är en korallart som beskrevs av Budd och Rafael Guzmán 1994. Siderastrea glynni ingår i släktet Siderastrea och familjen Siderastreidae. IUCN kategoriserar arten globalt som akut hotad. Inga underarter finns listade i Catalogue of Life.